# Opel Movano
 (septembre 2023).
Si vous disposez d'ouvrages ou d'articles de référence ou si vous connaissez des sites web de qualité traitant du thème abordé ici, merci de compléter l'article en donnant les références utiles à sa vérifiabilité et en les liant à la section « Notes et références ».
L'Opel Movano est un véhicule utilitaire léger produit par Opel introduit en 1997. À la suite du partenariat entre General Motors et Nissan sur la production de véhicules utilitaires, ses deux premières générations sont assemblées dans l'usine Renault de Batilly aux côtés du Nissan Interstar et du Renault Master avec qui il partage châssis et motorisations.
En Grande-Bretagne, il est commercialisé sous la marque Vauxhall.
La deuxième génération est lancée en 2010, la troisième est lancée en 2021. Cette génération ne dérive cependant pas du Renault Master mais du Fiat Ducato.

## Première génération (1997-2010)

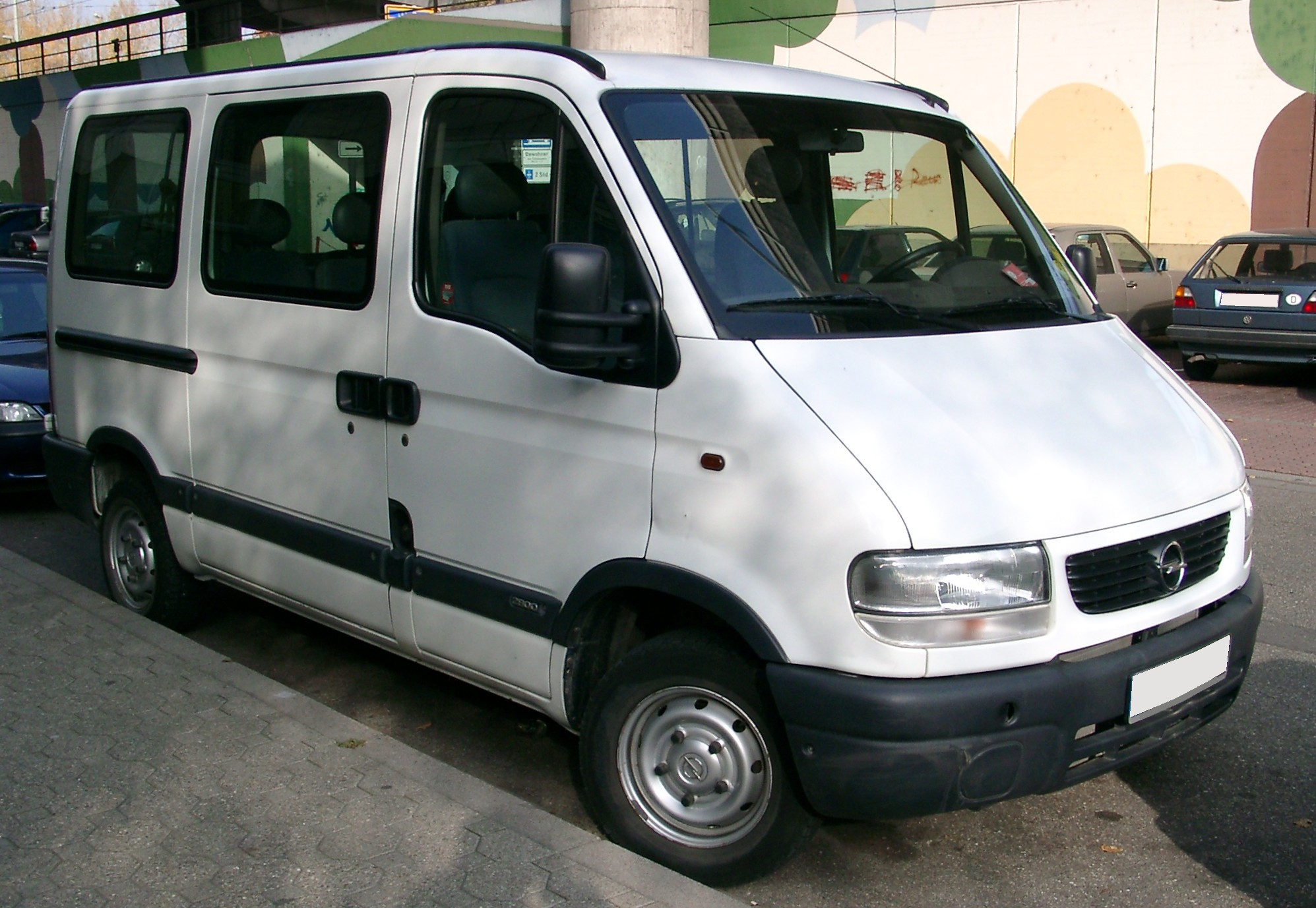
Opel Movano A Phase I

C'est le clone du Renault Master II dont la plateforme technique est commune avec le Nissan Interstar. De nombreuses pièces de carrosserie, notamment les portières, proviennent de l'IVECO Daily.
Le moteur est en position transversale. Les séries à moteur 2.5 d ou 2.8 dTi n'ont pas encore de freins arrière à disques.
En octobre, les Master et Vivano phase 2 abandonnent les arrondis pour les feux avant. Dans les ventes, le nouveau moteur 2.5 dCi de 100 ch supplante le 2.2 dCi 90 ch qui reste toutefois au catalogue.

## Deuxième génération (2010-2021)

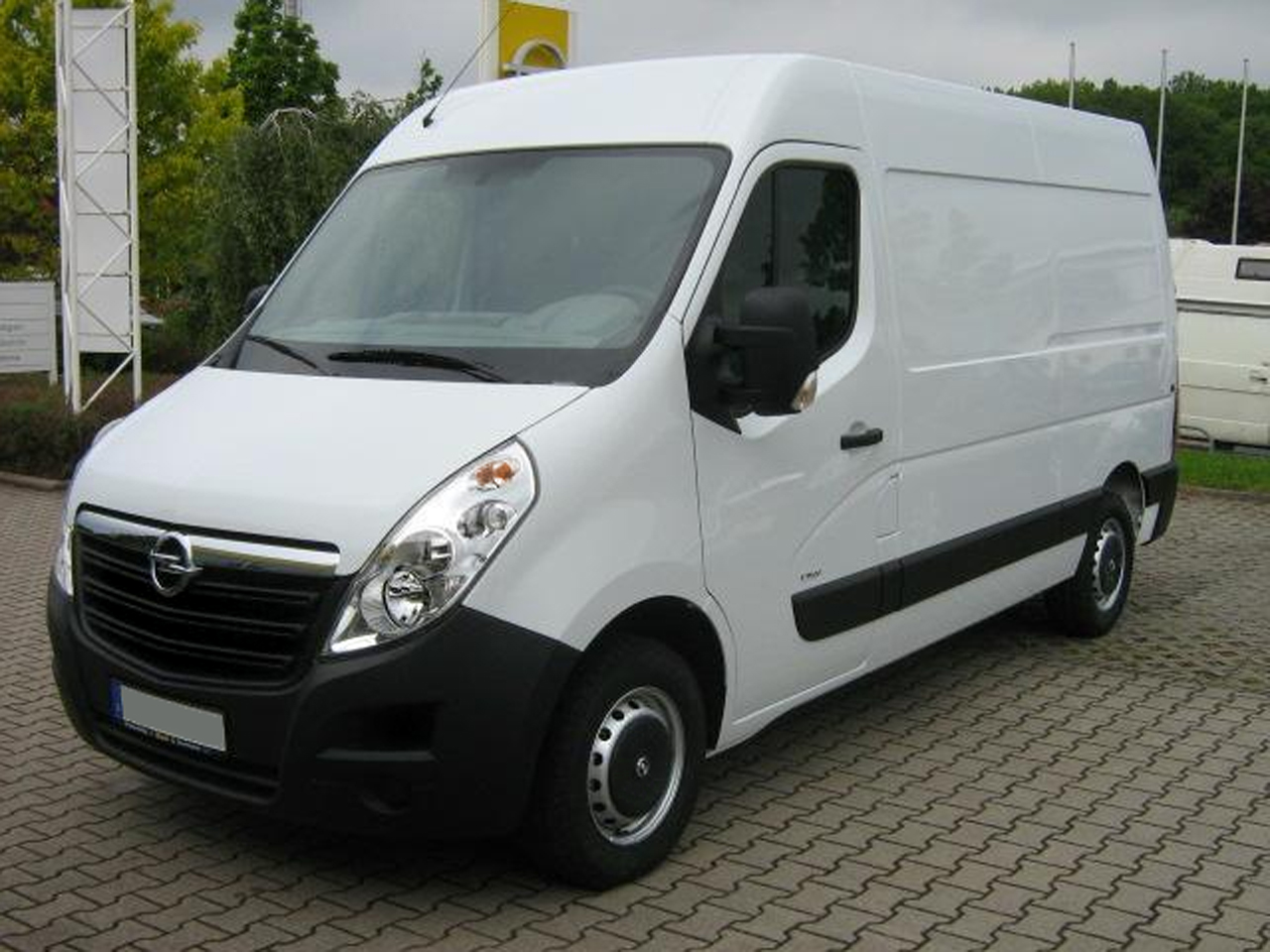
Opel Movano B

C'est le clone du Renault Master III. Il est comercialisé sous la marque Vauxhall en Grande-Bretagne.Sa fabrication assurée dans l'usine Renault de Batilly est interrompue en juin 2021 après le rachat d'Opel et Vauxhall par PSA en 2017. 
Il est remplacé par le Movano C, un clone du Fiat Ducato III

## Troisième génération (2021-présent)

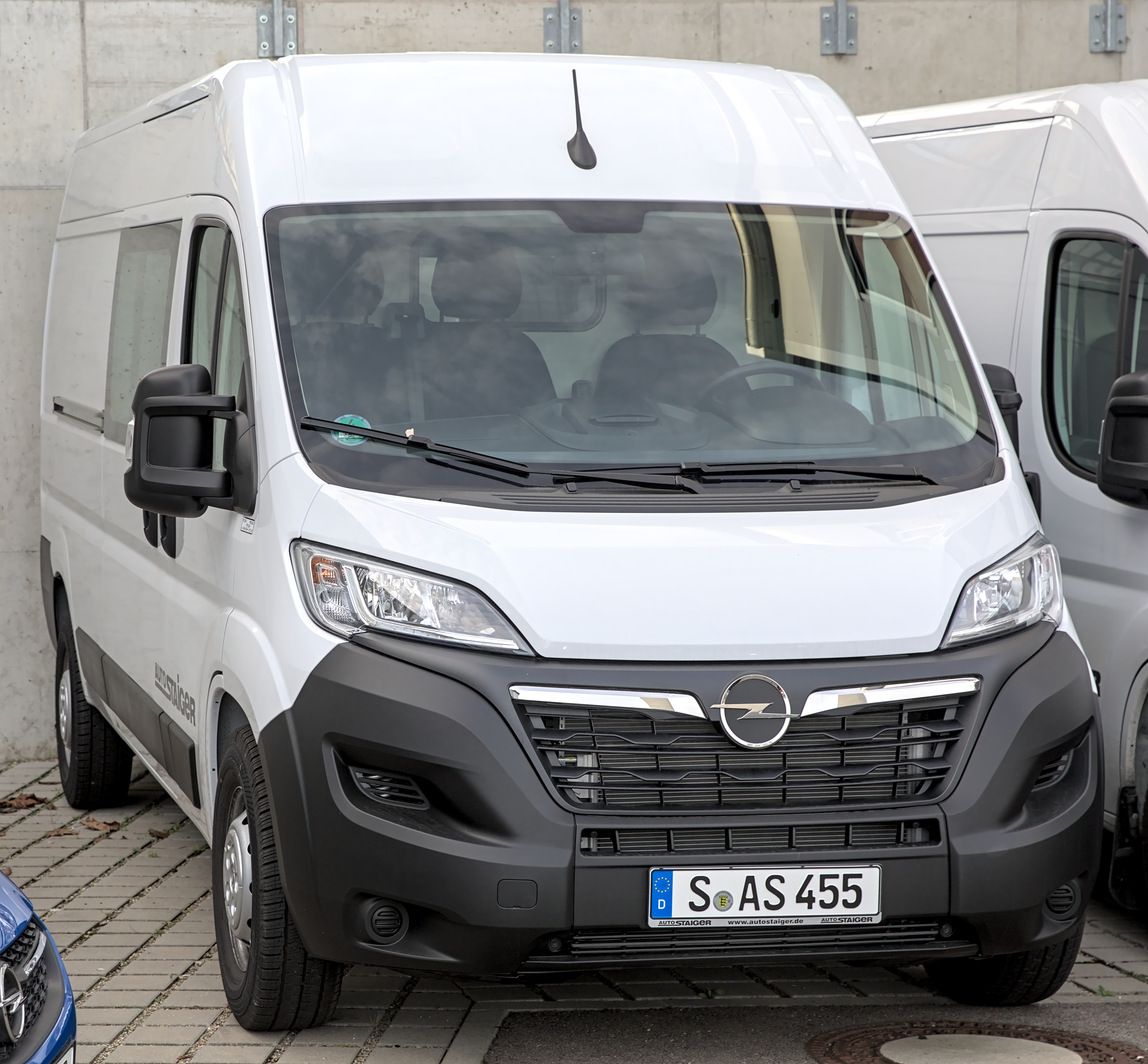
Opel Movano C

À la suite du rachat du constructeur Opel et sa filiale britannique Vauxhall par PSA en 2017 (qui deviendra Stellantis en 2021 après la fusion des groupes Fiat et PSA), la production du Movano B, clone du Renault Master de 3e génération, s'arrête en juin 2021. Il sera remplacé par le Movano C, clone du Fiat Ducato comme les Citroën Jumper et Peugeot Boxer. En 2024, tous les utilitaires dérivés du Fiat Ducato III ainsi que le petit dernier, le Toyota ProAce Max, bénéficient d'un léger restylage.
Les Opel Movano C sont fabriqués dans l'usine Fiat de Val di Sangro en Italie et en Pologne, dans l'ex usine Opel de Gliwice.

## Liens
Site officiel de l'Opel Movano
Site officiel du Vauxhall Movano